# Мігель Чавес
Мігель Чавес (ісп. Miguel Chaves, 10 лютого 1955) — іспанський хокеїст на траві.
Срібний призер Олімпійських Ігор 1980 року.